# Castel Nanno
Castel Nanno è un castello rinascimentale che si trova nella frazione omonima del comune di Ville d'Anaunia in Provincia di Trento. Il castello è di proprietà privata, ma in alcuni periodi dell'anno è visitabile nei fine settimana grazie a un accordo dei proprietari con l'APT locale.

## Storia
Le prime citazioni del maniero risalgono al 1264. Nel 1274 i figli di Ropreto da Denno, Niccolò e Giordano, acquistarono il castello assumendo il cognome "da Nanno". Esso rimarrà nella loro disponibilità molto a lungo, tranne una breve parentesi nella seconda metà del XIV secolo in cui passerà tra i beni degli Spaur.
Nel 1447 Riprando da Nanno viene investito anche del feudo di Castel Madruzzo e ne assume il cognome, segnando l'inizio dell'importante casata dei Madruzzo.
Tra il 1520 e il 1530 il castello viene ristrutturato completamente per volere di Giovanni Gaudenzio Madruzzo, padre di Cristoforo, e assume l'aspetto attuale.

## Struttura
Oggi castel Nanno si presenta come una residenza cinquecentesca, circondata da una cinta muraria quadrangolare con quattro torrette agli angoli. Dell'antico castello medievale rimane soltanto il mastio inglobato all'interno dell'edificio residenziale, che purtroppo è parzialmente crollato nel 1873.